# Vergheas

Vergheas este o comună în departamentul Puy-de-Dôme, Franța. În 1 ianuarie 2022 avea o populație de 66 de locuitori.